# Pentopetia glaberrima
Pentopetia glaberrima är en oleanderväxtart som beskrevs av Choux. Pentopetia glaberrima ingår i släktet Pentopetia och familjen oleanderväxter. Inga underarter finns listade i Catalogue of Life.